# Средний (приток Важинки)
Средний — ручей в России, протекает по территории Нововилговского и Ладва-Веткинского сельских поселений Прионежского района Республики Карелии. Длина ручья — 12 км.

## Общие сведения
Ручей берёт начало из болота без названия и далее течёт преимущественно в южном направлении по заболоченной местности.
Средний имеет один малый приток длиной 1,5 км.
Впадает на высоте ниже 192 м над уровнем моря в реку Важинку, правый приток Свири.
Населённые пункты на ручье отсутствуют.
Код объекта в государственном водном реестре — 01040100712202000012445.